# Utvecklingsteori (samhällsvetenskap)
Utvecklingsteorier inom samhällsvetenskaperna grundar sig på idén att samhällen är stadda i utveckling är urgammal och har legat till grund för politiska strävanden av både reformistisk och omdanande karaktär. Synen på denna utvecklings obeveklighet och riktning har dock växlat. Dagens utvecklingsdiskussion präglas i mycket av att världen allmänt ses som uppdelad i "utvecklingsländer" och "utvecklade länder". Utvecklingsteorier behandlar främst den historiska dynamiken och utvecklingshinder (låsande mekanismer, onda cirklar).
En vanlig tolkning av utveckling är att den är i det närmaste synonym med ekonomisk tillväxt. I högre eller lägre grad försöker man dock beakta sociala indikatorer. Om individer och grupper därvid betraktas som passiva mottagare av utvecklingshjälp tenderar koncentrationen att ligga på hur grundläggande behov skall tillgodoses. En vidgning av utvecklingsbegreppet sätter fokus på mänsklig potential att relatera till andra grupper, att lösa problem, kontrollera resurser och skapa mänsklig värdighet. Begreppet utveckling blir därmed närmast synonymt med befrielse eller emancipation.

## En grov klassifikation och karakteristik av vanliga utvecklingsteorier
Moderniseringsteorier ser världen som bestående av en traditionell del och en modern del, med olika ekonomisk struktur, värden och mänskliga relationer. Förhållandena i den moderna delen, som ses som synonyma med västlig civilisation, är eftersträvansvärd. Övergången till det moderna kan antingen leds av nationella eliter eller tvingas fram av yttre påverkan.
Klassisk marxistisk teori ser kolonialismen som något nödvändigt ont, som möjliggör för de förtryckta att skapa ett mer utvecklat samhälle. Detta samhälle skiljer sig i grunden från existerande samhällen.
Beroendeteorier uppfattar att underutveckling och utveckling går hand i hand. Länkarna mellan länderna i världssamhällets centrum och dem i dess periferi hindrar periferins utveckling eftersom de skapats för att gynna centrum. Enligt Baran kan de förmögna i periferin inte skapa ett nationellt produktionssätt utan drar nytta av underutvecklingen. Nymarxism som betonar produktionsförhållandena anser att ett överskott går från periferin till centrum men hävdar att flera produktionssätt kan samexistera. (Laclau, Rey, Amin).
Nypopulistiska teorier (en misslyckad term som kan uppfattas som pejorativ) brukar användas om varierande idéer som ifrågasätter storskalig ekonomisk aktivitet. Ofta betonas den informella sektorns roll och de fattiga människornas individuella initiativ. Många eko-teoretiker kan räknas in i denna grupp, liksom Nyerere, Lipton och Schumaker. Nyliberalismen utgår ifrån att ett undanröjande av ett stort antal hinder för privat företagande och kapitalackumulation skulle leda till att den därav följande ökande produktionen gradvis skulle komma allt fler människor till del.